# Deelnemers UEFA-toernooien Servië
Onderstaande tabellen bevatten de deelnemers aan de UEFA-toernooien uit  Servië.

## Mannen
Voor deelname voor 1995 zie deelnemers UEFA-toernooien Joegoslavië.
NB Klikken op de clubnaam geeft een link naar het Wikipedia-artikel over het betreffende toernooi in het betreffende seizoen.
* 1995/96-2006/07 als deelnemers uit Servië en Montenegro.
| Seizoen   | Champions League      | Europacup II                                                                   | UEFA Cup                                                | Intertoto Cup                                     |
| --------- | --------------------- | ------------------------------------------------------------------------------ | ------------------------------------------------------- | ------------------------------------------------- |
| 1995/96 * |                       | Obilić Belgrado                                                                | Rode Ster Belgrado                                      | FK Bečej                                          |
| 1996/97 * |                       | Rode Ster Belgrado                                                             | FK Bečej Partizan Belgrado Vojvodina Novi Sad           | Čukarički Belgrado FK Zemun                       |
| 1997/98 * | Partizan Belgrado     | Rode Ster Belgrado                                                             | Vojvodina Novi Sad                                      | Čukarički Belgrado Hajduk Kula Proleter Zrenjanin |
| 1998/99 * | Obilić Belgrado ->    | Partizan Belgrado                                                              | Obilić Belgrado Rode Ster Belgrado                      | Vojvodina Novi Sad                                |
| Seizoen   | Champions League      | UEFA Cup                                                                       | Intertoto Cup                                           |                                                   |
| 1999/00 * | Partizan Belgrado ->  | Partizan Belgrado Rode Ster Belgrado Vojvodina Novi Sad                        |                                                         |                                                   |
| 2000/01 * | Rode Ster Belgrado -> | Rode Ster Belgrado NFK Napredak Kruševac Partizan Belgrado                     | Obilić Belgrado                                         |                                                   |
| 2001/02 * | Rode Ster Belgrado -> | Rode Ster Belgrado Obilić Belgrado Partizan Belgrado                           | Sartid Smederevo                                        |                                                   |
| 2002/03 * | Partizan Belgrado ->  | Partizan Belgrado Rode Ster Belgrado Sartid Smederevo                          | Obilić Belgrado                                         |                                                   |
| 2003/04 * | Partizan Belgrado     | Rode Ster Belgrado Sartid Smederevo                                            | OFK Belgrado                                            |                                                   |
| 2004/05 * | Rode Ster Belgrado -> | Rode Ster Belgrado Budućnost Banatski Dvor Partizan Belgrado Železnik Belgrado | FK Smederevo OFK Belgrado                               |                                                   |
| 2005/06 * | Partizan Belgrado ->  | Partizan Belgrado OFK Belgrado Rode Ster Belgrado                              | Buducnost Podgorica FK Smederevo                        |                                                   |
| 2006/07 * | Rode Ster Belgrado -> | Rode Ster Belgrado Hajduk Kula OFK Belgrado Partizan Belgrado                  |                                                         |                                                   |
| 2007/08   | Rode Ster Belgrado -> | Rode Ster Belgrado Bežanija Belgrado Partizan Belgrado Vojvodina Novi Sad      | Hajduk Kula                                             |                                                   |
| 2008/09   | Partizan Belgrado ->  | Partizan Belgrado Borac Čačak Rode Ster Belgrado Vojvodina Novi Sad            | OFK Belgrado                                            |                                                   |
| Seizoen   | Champions League      | Europa League                                                                  |                                                         |                                                   |
| 2009/10   | Partizan Belgrado ->  | Partizan Belgrado FK Sevojno Rode Ster Belgrado Vojvodina Novi Sad             |                                                         |                                                   |
| 2010/11   | Partizan Belgrado     | OFK Belgrado Rode Ster Belgrado Spartak Zlatibor Voda                          |                                                         |                                                   |
| 2011/12   | Partizan Belgrado ->  | Partizan Belgrado Rad Belgrado Rode Ster Belgrado Vojvodina Novi Sad           |                                                         |                                                   |
| 2012/13   | Partizan Belgrado ->  | Partizan Belgrado FK Jagodina Rode Ster Belgrado Vojvodina Novi Sad            |                                                         |                                                   |
| 2013/14   | Partizan Belgrado ->  | Partizan Belgrado FK Jagodina Rode Ster Belgrado Vojvodina Novi Sad            |                                                         |                                                   |
| 2014/15   | Partizan Belgrado ->  | Partizan Belgrado Čukarički Belgrado FK Jagodina Vojvodina Novi Sad            |                                                         |                                                   |
| 2015/16   | Partizan Belgrado ->  | Partizan Belgrado Čukarički Belgrado Rode Ster Belgrado Vojvodina Novi Sad     |                                                         |                                                   |
| 2016/17   | Rode Ster Belgrado -> | Rode Ster Belgrado Čukarički Belgrado Partizan Belgrado Vojvodina Novi Sad     |                                                         |                                                   |
| 2017/18   | Partizan Belgrado ->  | Partizan Belgrado Mladost Lučani Rode Ster Belgrado Vojvodina Novi Sad         |                                                         |                                                   |
| 2018/19   | Rode Ster Belgrado    | Partizan Belgrado Radnički Niš Spartak Subotica                                |                                                         |                                                   |
| 2019/20   | Rode Ster Belgrado    | Čukarički Belgrado Partizan Belgrado Radnički Niš                              |                                                         |                                                   |
| 2020/21   | Rode Ster Belgrado -> | Rode Ster Belgrado TSC Bačka Topola Partizan Belgrado Vojvodina Novi Sad       |                                                         |                                                   |
| Seizoen   | Champions League      | Europa League                                                                  | Europa Conference League                                |                                                   |
| 2021/22   | Rode Ster Belgrado    | 0                                                                              | Čukarički Belgrado Partizan Belgrado Vojvodina Novi Sad |                                                   |

### Deelnames
Aantal seizoenen (exclusief deelnames voor Joegoslavië)
| 26x Partizan Belgrado 26x Rode Ster Belgrado 16x Vojvodina Novi Sad 07x Čukarički Belgrado 06x Obilić Belgrado 06x OFK Belgrado 05x FK Smederevo (inclusief Sartid Smederevo, 3x) 03x FK Hajduk Kula 03x FK Jagodina 02x FK Bečej 02x FK Radnički Niš 02x FK Spartak Subotica (inclusief FK Spartak Zlatibor Voda, 1x) | 01x FK TSC Bačka Topola 01x FK Bežanija Belgrado 01x FK Borac Čačak 01x FK Budućnost Banatski Dvor 01x FK Mladost Lučani 01x Proleter Zrenjanin 01x Rad Belgrado 01x FK Sevojno 01x FK Napredak Kruševac 01x Železnik Belgrado 01x FK Zemun |

## Vrouwen
NB Klikken op de clubnaam geeft een link naar het Wikipedia-artikel over het betreffende toernooi in het betreffende seizoen.

NB Tot en met het seizoen 2006/07 als deelnemers uit Servië en Montenegro.
| Seizoen | Women's Cup       |
| ------- | ----------------- |
| 2001/02 | Mašinac Niš       |
| 2002/03 | Mašinac Niš       |
| 2003/04 | Mašinac Niš       |
| 2004/05 | Mašinac Niš       |
| 2005/06 | Mašinac Niš       |
| 2006/07 | Mašinac Niš       |
| 2007/08 | Napredak Kruševac |
| 2008/09 | Mašinac Niš       |
| Seizoen | Champions League  |
| 2009/10 | Mašinac Niš       |
| 2010/11 | Mašinac Niš       |
| 2011/12 | Spartak Subotica  |
| 2012/13 | Spartak Subotica  |
| 2013/14 | Spartak Subotica  |
| 2014/15 | Spartak Subotica  |
| 2015/16 | Spartak Subotica  |
| 2016/17 | Spartak Subotica  |
| 2017/18 | Spartak Subotica  |
| 2018/19 | Spartak Subotica  |
| 2019/20 | Spartak Subotica  |
| 2020/21 | Spartak Subotica  |
| 2021/22 | Spartak Subotica  |

### Deelnames
11x FK Spartak Subotica
09x ŽFK Mašinac PZP Niš
01x FK Napredak Kruševac
Albanië ·
Andorra ·
Armenië ·
Azerbeidzjan ·
België ·
Bosnië en Herzegovina ·
Bulgarije ·
Cyprus ·
Denemarken ·
Duitsland ·
Engeland ·
Estland ·
Faeröer ·
Finland ·
Frankrijk ·
Georgië ·
Gibraltar ·
Griekenland ·
Hongarije ·
Ierland ·
IJsland ·
Israël ·
Italië ·
Kazachstan ·
Kroatië ·
Kosovo ·
Letland ·
Liechtenstein ·
Litouwen ·
Luxemburg ·
Malta ·
Moldavië ·
Montenegro ·
Nederland ·
Noord-Ierland ·
Noord-Macedonië ·
Noorwegen ·
Oekraïne ·
Oostenrijk ·
Polen ·
Portugal ·
Roemenië ·
Rusland ·
San Marino ·
Schotland ·
Servië ·
Slovenië ·
Slowakije ·
Spanje ·
Tsjechië ·
Turkije ·
Wales ·
Wit-Rusland ·
Zweden ·
Zwitserland

Historie:
DDR ·
Joegoslavië ·
Saarland ·
Sovjet-Unie ·
Tsjecho-Slowakije